# Mark Fagan
Mark Anthony Fagan (17 de novembro de 1873, Victoria, Austrália—31 de dezembro de 1947, Petone, Wellington) foi um político e sindicalista neozelandês.

## Biografia
Fagan veio para a Nova Zelândia por volta de 1900, após muitos anos de trabalho em cidades mineiras australianas. Na comunidade mineira da Costa Oeste, ele era conhecido como porta-voz da militância ponderada na Federação do Trabalho esquerdista.
Candidatou-se diversas vezes pelo Partido Trabalhista, mas não foi eleito, embora fizesse parte da Executiva Nacional do Partido Trabalhista desde 1930. Em 1935, foi nomeado para o Conselho Legislativo da Nova Zelândia, do qual foi porta-voz até 1947. Foi ministro sem pasta no primeiro governo trabalhista neozelandês (era o interino do Ministério de Costumes em 1939, enquanto Walter Nash encontrava-se no exterior).  